# Анзуд
Анзуд (шумерск.), Анзу (аккадск., прежнее чтение Зу, «Имдугуд, Им-Дугуд» = «Буря-Ветер»), Шуту.

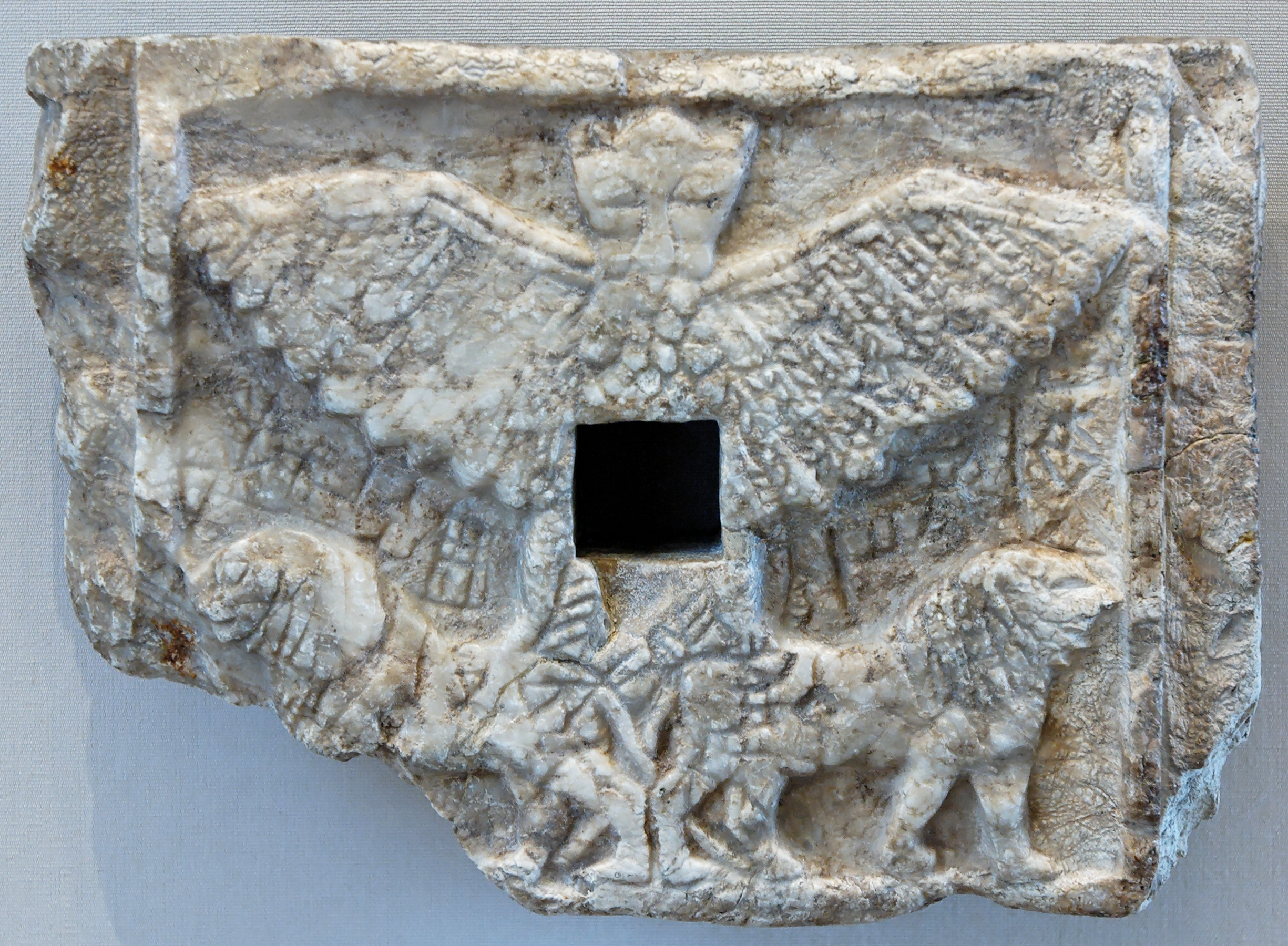
Птица молнии-бури Анзу (Имдугуд) — рельеф в Лагаше (2550—2500 г. до н. э., в данное время хранится в Лувре).

В шумеро-аккадской мифологии огромная птица божественного происхождения, в виде «орла с головой львицы (то есть всегда без гривы), и обычно лапы орла стоят на двух гривастых львах». Позднее (приблизительно с XIV в. до н. э.) Анзуд имеет также вид «гигантского орла». «В надписях упоминается начиная с XXVI в. до н. э. (тексты из Фары, теофорные имена). В мифах Анзуд обычно выступает как посредник между земной и небесной сферами, соответственно — между богами и людьми, он одновременно воплощает и доброе, и злое начала».

## Этимология
Первый корень «Ан-» (в имени «Анзуд», «Анзу») обозначает шум. «Ан» = «небо; бог неба». Второй корень «-Зуд, -Зу» (и имя «Шуту», которое близко к «-Зуд») можно считать именем собственным этого божества.

## Мифы об Анзуде

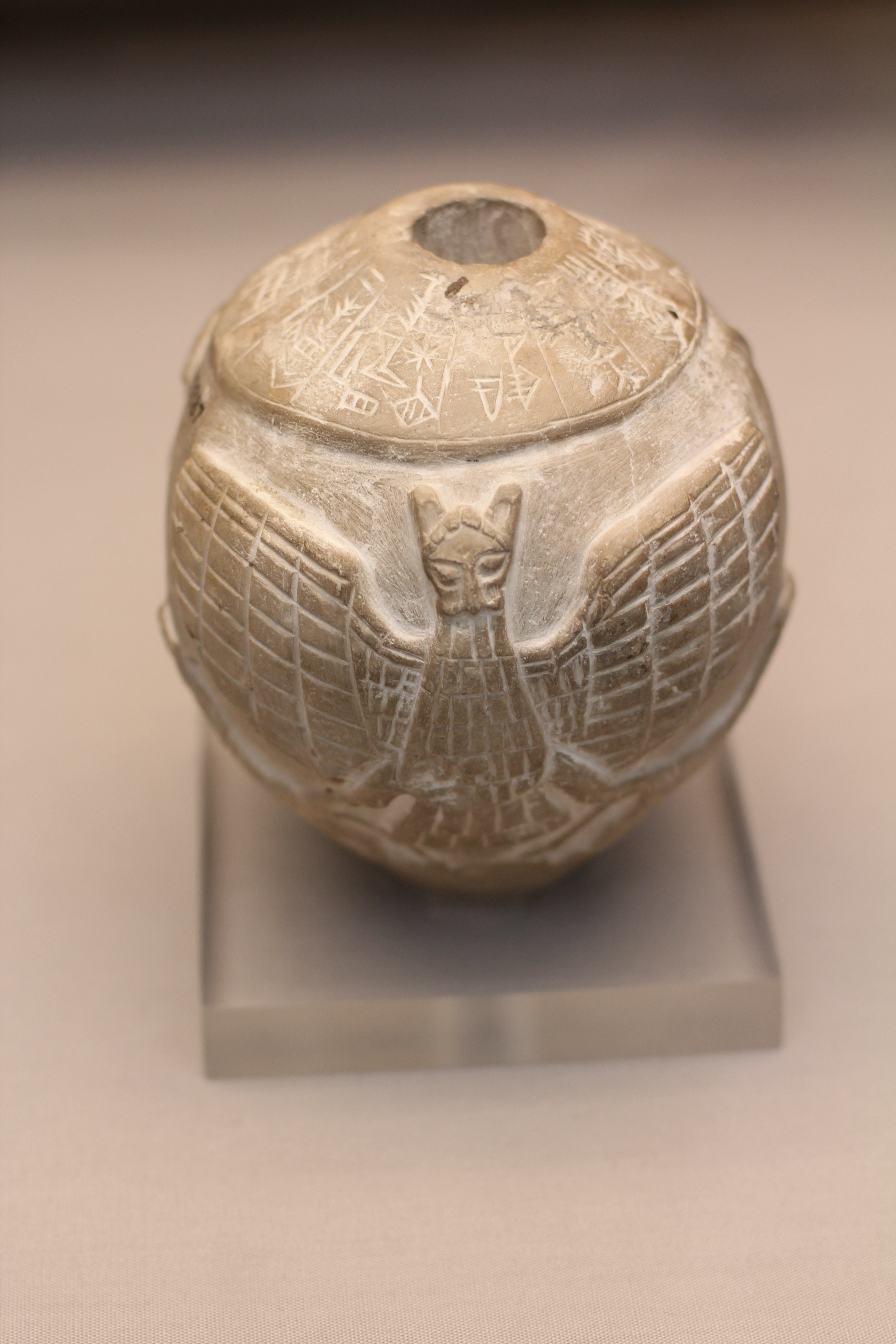
Навершие булавы (диаметр 11,7 см) изображает «Imdugud»= «буря, ветер» (он же Анзу), орёл с головой льва, символ Нингирсу. Имдугуд схватил двух львов и три человеческие фигуры, крупнейшая из которых — это, вероятно, Enannatum (правитель Лагаша в период около 2400 г. до н. э.; Раннединастический период III). Раскопки в г. Телло (Южный Ирак). Хранится в Британском музее (ME 23287).

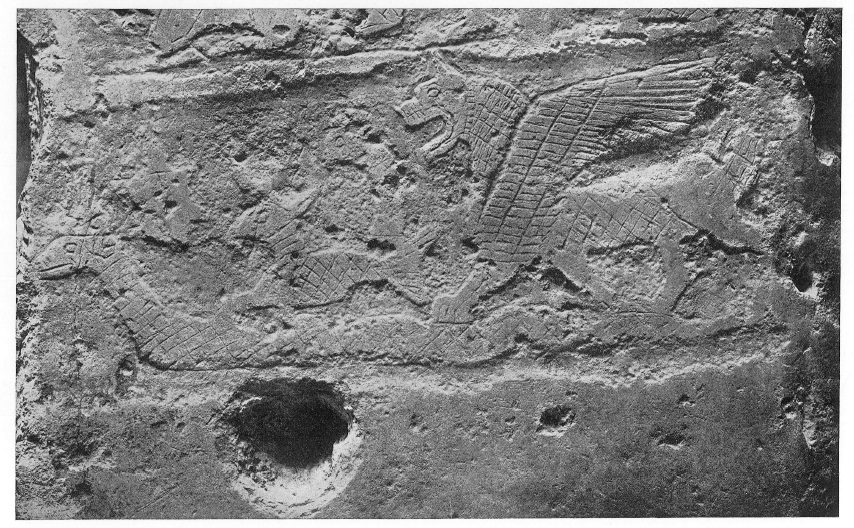
Анзу напоминает скифского грифона (цикл «Enûma Eliš», табличка XXXI). Британский музей. Период правления «Мардук-апла-иддина I» (34-й касситский царь Вавилона, правил в 1171—1159 гг. до н. э.

1) В шумерском «мифе о Лугальбанде» Анзуд помогает ему выбраться из недоступных гор Хуррум.
2) В шумеро-аккадском мифе «Гильгамеш, Энкиду и подземный мир» Гильгамеш изгоняет с дерева хулуппу Анзуда, живущего в его ветвях.
3) О необычайной силе Анзуда говорит то, что именно ему (и ещё нескольким богам-воителям) боги поручили выполнить приговор о «всемирном потопе» :

— «Анзу когтями разрывает небо —

порядок в стране — расколот будто кувшин».
В этом фрагменте «когти Анзуда, которыми он разрывает небо» — это молнии.
4) Миф о том, как Анзуд похитил «таблицы судеб» (которые давали власть над богами и людьми), известен в двух версиях:
- старовавилонская версия (здесь имена богов из «шумеро-аккадской мифологии») — победителем Анзуда назван бог Нингирсу (бог, особо чтимый в древнем городе Лагаше), а в более поздних вариантах — Нинурта. Анзуд крадёт «таблицы судеб» у верховного бога Энлиля; богиня-мать Дингирмах отправляет против Анзуда «бога войны Нинурту» и даёт ему в дорогу семь ветров. Бог настигает Анзуда и посылает вдогонку птице стрелу. Но, обладая «таблицами судеб», Анзуд заклинаниями излечивает рану. Нинурта смог забрать «таблицы судьбы» у Анзуда лишь с третьей попытки. В ознаменование победы — Нингирсу-Нинурта берёт знак «могучего Анзуда» в качестве своего символа-герба (подобно тому, как в мифологии индуизма Вишну взял изображение побеждённой им птицы Гаруды в качестве своего герба);

- новоассирийская версия (здесь имена богов из «вавилоно-ассирийской мифологии»): Зу крадёт таблицы у Бела. И Анну (верховный бог неба) хочет отправить против Зу великих воинов: Адада (бог грома), Иштар (Великая Богиня любви и войны) и сына Иштар «Бару» — но они не решаются воевать против Зу, считая Зу-Анзуда непобедимым. Окончание мифа утрачено, и неизвестно, побеждён ли Зу кем-либо; но в осколках можно прочесть, что против Зу собрался воевать бог Эа (бог ремёсел и изобретений, бог пресных вод). Цитата:

— "Ану Ададу повелел не ходить.

Богиню зовут они, дочерь Ану,

Ану веленье своё ей изрекает :

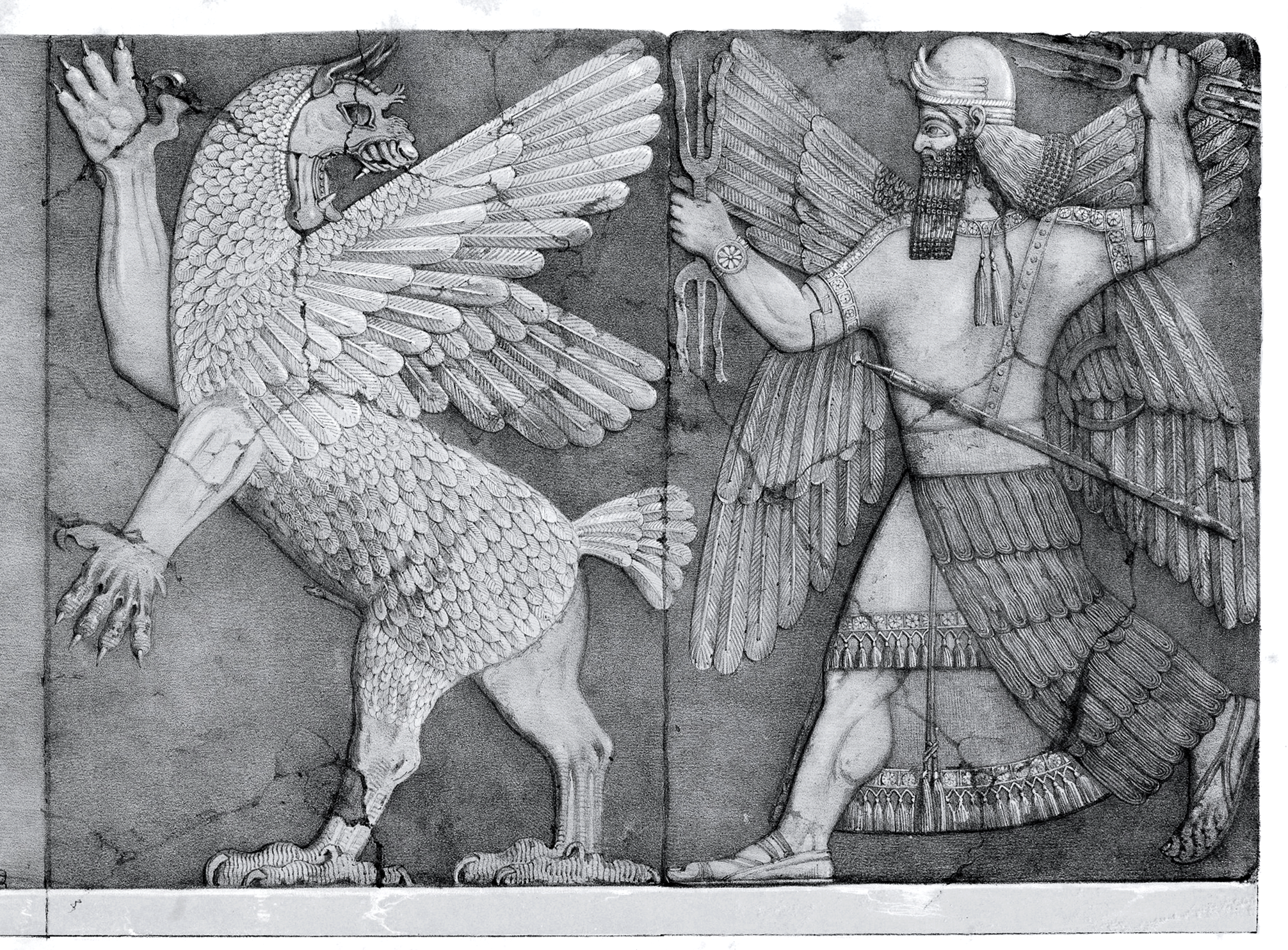
Битва Зу и Нинурты. Нинурта вооружён ваджрой — двойным трезубцем, который символизировал молнию. Барельеф в храме Нинурты в Нимруде (Kalhu, Ирак), датируют периодом царствования Ашшур-нацир-апала II (883—859 до н. э.). Фото из книги Остина Лэйарда «Монументы Ниневии. Вторая серия», фото 19/83, Лондон: J. Murray, 1853.

«Мощная, ужасная Иштар, наступай неуклонно,

Зу погуби своим оружьем,

Будет имя твоё величаться в сонме великих богов,

Между богов, твоих братьев, равных тебе не найдётся.

Пусть построены будут божьи дворцы,

По всей вселенной построй для себя грады,

Пускай твои грады причтутся к Экуру

Будь великой среди богов, греми своей славой».

Иштар отвечает на речь,

К Ану-отцу обращает слово:

«Отец, в недоступные горы кто поспешит?

Кто сравняется с Зу меж богов, твоих чад?

Книги Судьбы ухватил он руками,

Властью облёкся, похитил законы,

Улетел тогда Зу, в горах уселся,

Изрекает устами, словно боги Дуранки.

Супостатов своих он пылью считает,

Силы его ужасаются боги».

Ану Иштар повелел не ходить" («Миф о птице Зу», перевод В. К. Шилейко).

## «Изображения Анзуда» в геральдике
«Изображение Анзуда» одно из наиболее популярных в шумерской геральдике :

- Анзуд является центральной фигурой на древнем шумерском знамени; на печати и «каменной булаве правителя»; на большом серебряном «культовом кувшине для масла» изображен «Анзуд, держащий когтями хвосты двух львов»; также «одной из наилучших ювелирных вещей шумерских времён» считают «амулет Анзуда из золота и лазурита» (из чего можно заключить, что «цвета Анзуда» это золотой и синий, то есть «цвет неба» и «цвет небесного огня-молнии-солнца»);
- также Анзуд был «эмблемой великого воителя Нингирсу (бог, близкий к Нинурте) из Лагаша».